# Amanda Meyer Hidalgo
Amanda Meyer Hidalgo (Sanlúcar de Barrameda, 1977) és una advocada, activista pels drets humans i política espanyola, membre d'Esquerra Unida (IU).
Nascuda el 1977 a la ciutat gaditana de Sanlúcar de Barrameda, és filla de Willy Meyer i Julia Hidalgo, històrics dirigents d'IU, formació a la qual es va afiliar cap a 1996. Llicenciada en dret per la Universitat de Granada i máster en Dret Internacional, es va col·legiar com a advocada. Després de fundar un bufet d'advocats, va treballar durant set anys d'advocada de l'Associació 11-M Afectats del Terrorisme. Alt càrrec de la Junta d'Andalusia durant el govern de coalició de PSOE i IU, va exercir de secretària general de l'Habitatge, Rehabilitació i Arquitectura a la Conselleria de Foment i Habitatge de l'administració autonòmica entre 2012 i 2015, destacant com a promotora de la Llei de la Funció Social de l'Habitatge. Després de la celebració de la X Assemblea d'IU el desembre de 2012, va entrar en l'executiva federal de la formació triada al començament del 2013. Va renovar lloc a l'executiva federal d'IU al marc de la XI Assemblea de gener de 2017. A mitjan 2017 va ser contractada com a assessora de mobilitat de l'Ajuntament de Marbella.
El 2020 va ser nomenada cap de gabinet d'Irene Montero, ministra d'Igualtat de Govern d'Espanya.